# Mikrostruktura
Mikrostruktura legure opisuje veličinu i oblik kristalnih zrna različitih faza, njihovu orijentaciju i raspodjelu. Legure istog sastava (komponenti) mogu imati vrlo različita svojstva, a veliku ulogu u tomu ima njihova mikrostruktura. Mikrostruktura legure određena je postupcima dobivanja legure (npr. odljevaka) i postupcima oblikovanja, toplinske obrade i drugo.
Metalografija se bavi istraživanjem strukture metala i legura pomoću svjetlosnog (metalografskog) i elektronskih mikroskopa. Makrostruktura je vidljiva golim okom ili uz malo povećanje. Mikrostruktura zahtijeva pomoć mikroskopa, a povećanje treba biti barem 25 puta. Metalografska analiza može dati podatke o sastavu materijala, prethodnoj obradi i svojstvima, posebno:
- veličinu kristalnog zrna
- prisutne faze
- kemijsku homogenost
- raspodjelu faza
- deformacije strukture nastale nakon plastične deformacije materijala
- debljinu i strukturu površinskih prevlaka
- određivanje pukotine i načina loma[2]

## Priprema uzorka metala za metalografsku analizu
Metalni uzorci ne propuštaju svjetlost. Za mikroskopiranje uzoraka metala koriste se svjetlosni (metalografski) mikroskopi, koji su konstruirani tako da se koristi svjetlo koje pada na površinu uzorka. Sustavom zrcala i leća u mikroskopu se povećava slika površine metalnog uzoka. Zbog korištenja reflektiranog svjetla s površine metalnog uzorka, površina uzorka mora se prije mikroskopiranja temeljito pripremiti.
Priprema uzorka metala za metalografsku analizu se satoji od:
- uzimanje (izrezivanje) reprezantanivnog uzorka iz osnovnog materijala (ili oštećenog materijala)
- pripremanje početne ravne površine uzorka i brušenje uzorka
- umetanje uzorka u polimernu smolu
- poliranje površine uzorka
- odmašćivanje,ispiranje i sušenje površine uzorka
- kemijsko nagrizanje površine uzorka
- ispiranje i sušenje površine uzorka

### Kemijsko nagrizanje površine uzorka
Kemijskim se nagrizanjem postiže da se glatka, zrcalno sjajna površina uzorka učini vidljivom za mikroskopiranje. Obično se nagrizaju granice kristalnih zrna (metali i legure su polikristalinični). S nagrizane površine se svjetlo različito reflektira, što u okularu mikroskopa daje sliku kristalnog zrna i faze.

## Lom materijala
Kada treba odrediti uzrok loma materijala ili nekog drugog neočekivanog oštećenja konstrukcije, tada se najprije fotografira zatečeno stanje. Zapišu se svi mogući podaci o materijalu, funkciji, radu, te kako je šteta nastala. Zatim se odredi dio koji će se izrezati za metalografsku analizu. Mora se paziti da se odabere onaj dio koji će kemijskom i metalografskom analizom dati najviše odgovora o uzroku nastanka štete. Također, treba uzeti uzorke materijala koji nije bio oštećen radi usporedbe. Osim toga, treba odrediti način izrezivanja uzoraka kako se rezanjem ne bi promijenila struktura (zagrijavanje).